# El Salvadors internationella flygplats
El Salvadors internationella flygplats San Óscar Arnulfo Romero y Galdámez, spanska: Aeropuerto Internacional de El Salvador San Óscar Arnulfo Romero y Galdámez, är en internationell flygplats i El Salvador. Den ligger nära orten San Luis Talpa, cirka 30 kilometer sydost om landets huvudstad San Salvador.
Flygplatsen är uppkallad efter Óscar Arnulfo Romero y Galdámez, en salvadoransk romersk-katolsk präst som mördades 1980.